# Seznam danskih arheologov
Seznam danskih arheologov.

## B
- Johannes Brønsted

## D
- Ejnar Dyggve

## G
- Peter Glob

## L
- Peter Wilhelm Lund

## T
- Christian Jürgensen Thomsen

## W
- Jens Jacob Asmussen Worsaae